# の
の, ノ는 일본어 음절의 하나이며, 가나의 하나이다. 1모라를 형성한다. 오십음도에서 제4행 제5단(な행 お단)에 위치한다. 발음은 한글의 "노"와 흡사하다.
- 히라가나: の
- 가타카나: ノ
- 로마자: no
- 한글: 노

## 획순

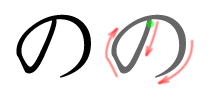
‘の’의 획순

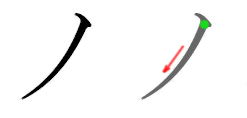
‘ノ’의 획순

| Stroke order in writing の | Stroke order in writing ノ |

## 컴퓨터 부문
| 미리 보기            | の                 | の                 | ノ                 | ノ                 | ﾉ                            | ﾉ                            | ㋨                  | ㋨                  |
| -------------------- | ------------------ | ------------------ | ------------------ | ------------------ | ---------------------------- | ---------------------------- | ------------------- | ------------------- |
| 유니코드 이름        | HIRAGANA LETTER NO | HIRAGANA LETTER NO | KATAKANA LETTER NO | KATAKANA LETTER NO | HALFWIDTH KATAKANA LETTER NO | HALFWIDTH KATAKANA LETTER NO | CIRCLED KATAKANA NO | CIRCLED KATAKANA NO |
| 인코딩               | 10진               | 16진               | 10진               | 16진               | 10진                         | 16진                         | 10진                | 16진                |
| 유니코드             | 12398              | U+306E             | 12494              | U+30CE             | 65417                        | U+FF89                       | 13032               | U+32E8              |
| UTF-8                | 227 129 174        | E3 81 AE           | 227 131 142        | E3 83 8E           | 239 190 137                  | EF BE 89                     | 227 139 168         | E3 8B A8            |
| 수치 문자 참조       | &#12398;           | &#x306E;           | &#12494;           | &#x30CE;           | &#65417;                     | &#xFF89;                     | &#13032;            | &#x32E8;            |
| Shift JIS            | 130 204            | 82 CC              | 131 109            | 83 6D              | 201                          | C9                           |                     |                     |
| EUC-JP               | 164 206            | A4 CE              | 165 206            | A5 CE              | 142 201                      | 8E C9                        |                     |                     |
| GB 18030             | 164 206            | A4 CE              | 165 206            | A5 CE              | 132 0                        | 84 31 99 37                  |                     |                     |
| EUC-KR / UHC         | 170 206            | AA CE              | 171 206            | AB CE              |                              |                              |                     |                     |
| Big5 (non-ETEN kana) | 198 210            | C6 D2              | 199 102            | C7 66              |                              |                              |                     |                     |
| Big5 (ETEN / HKSCS)  | 199 85             | C7 55              | 199 202            | C7 CA              |                              |                              |                     |                     |

## 용법
の는 윗니에 연결되는 치경 비음 자음으로, 뒤쪽 중간에 가까운 둥근 모음과 결합하여 하나의 모라를 형성한다.
소유를 나타내는 조사인 '~의'는 일본어에서 히라가나로 の라고 한다. 예를 들어, わたしの でんわ(와타시노 덴와)는 나의 전화를 의미한다.

### 중국어에서

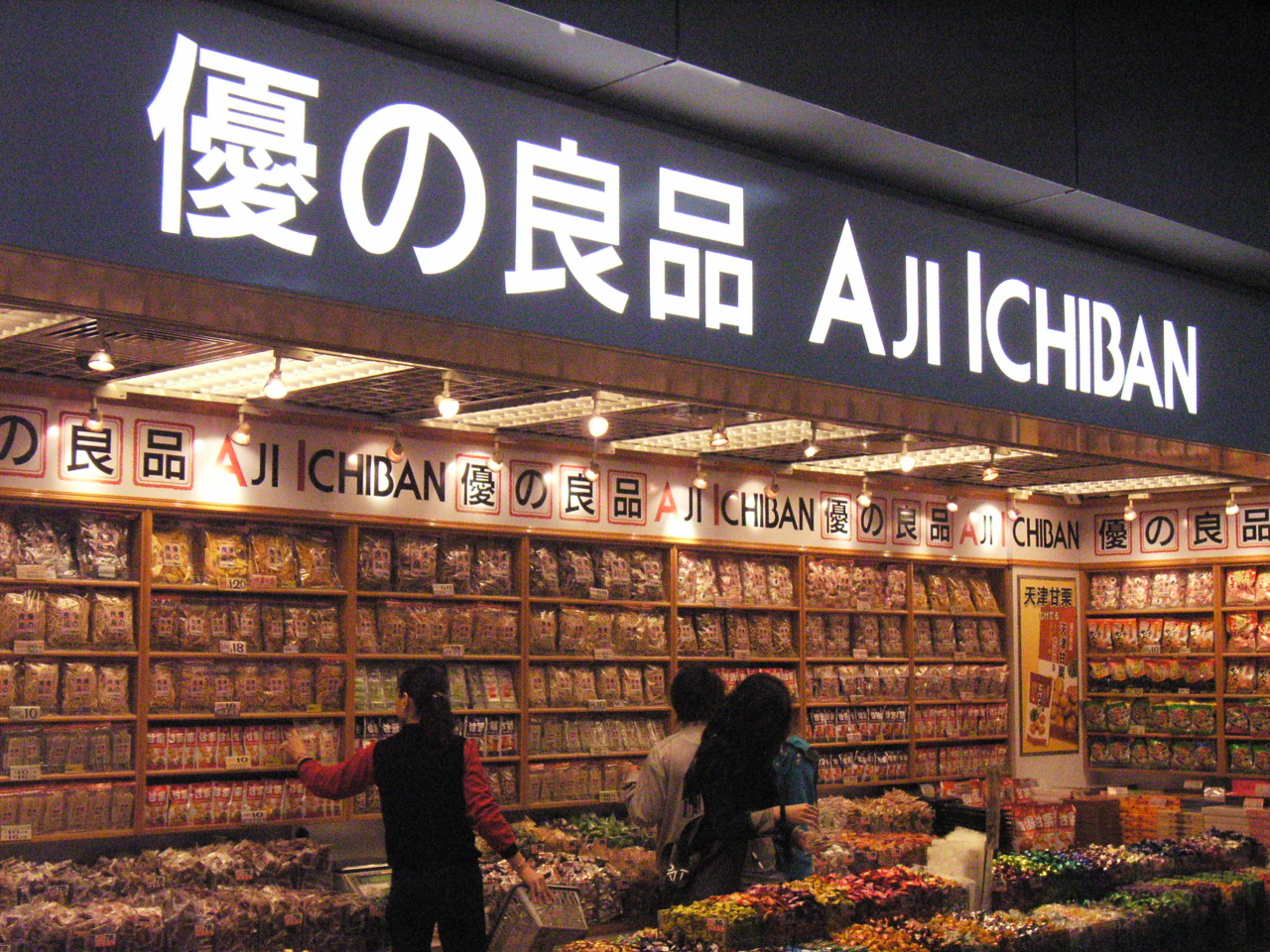
優の良品

중국에서도 ~의를 뜻하는 중국어인 的이나 之 대신 히라가나 の가 사용되기도 한다. の는 한자를 대체하는 것과 같은 방식으로 발음된다. 이는 일반적으로 눈에 띄거나 이색적인, 일본적인 느낌을 주기 위해 쓰이는데, 예를 들어 과일 주스 브랜드 鲜の每日C와 같은 상업적인 브랜드 이름에서 の는 之, 소유 마커 및 "주스"를 의미하는 汁로 읽을 수 있다. 홍콩에서는 회사 등록소가 이 관행을 공식적으로 인정하고, 등록된 사업체의 중국어 이름에 の를 사용할 수 있도록 허용하고 있다. 따라서 중국어가 아닌 유일한 기호이다(발음 값이 없는 구두점은 제외).